# Công tước xứ Clarence và St Andrews

Huy hiệu của Công tước xứ Clarence và St Andrews

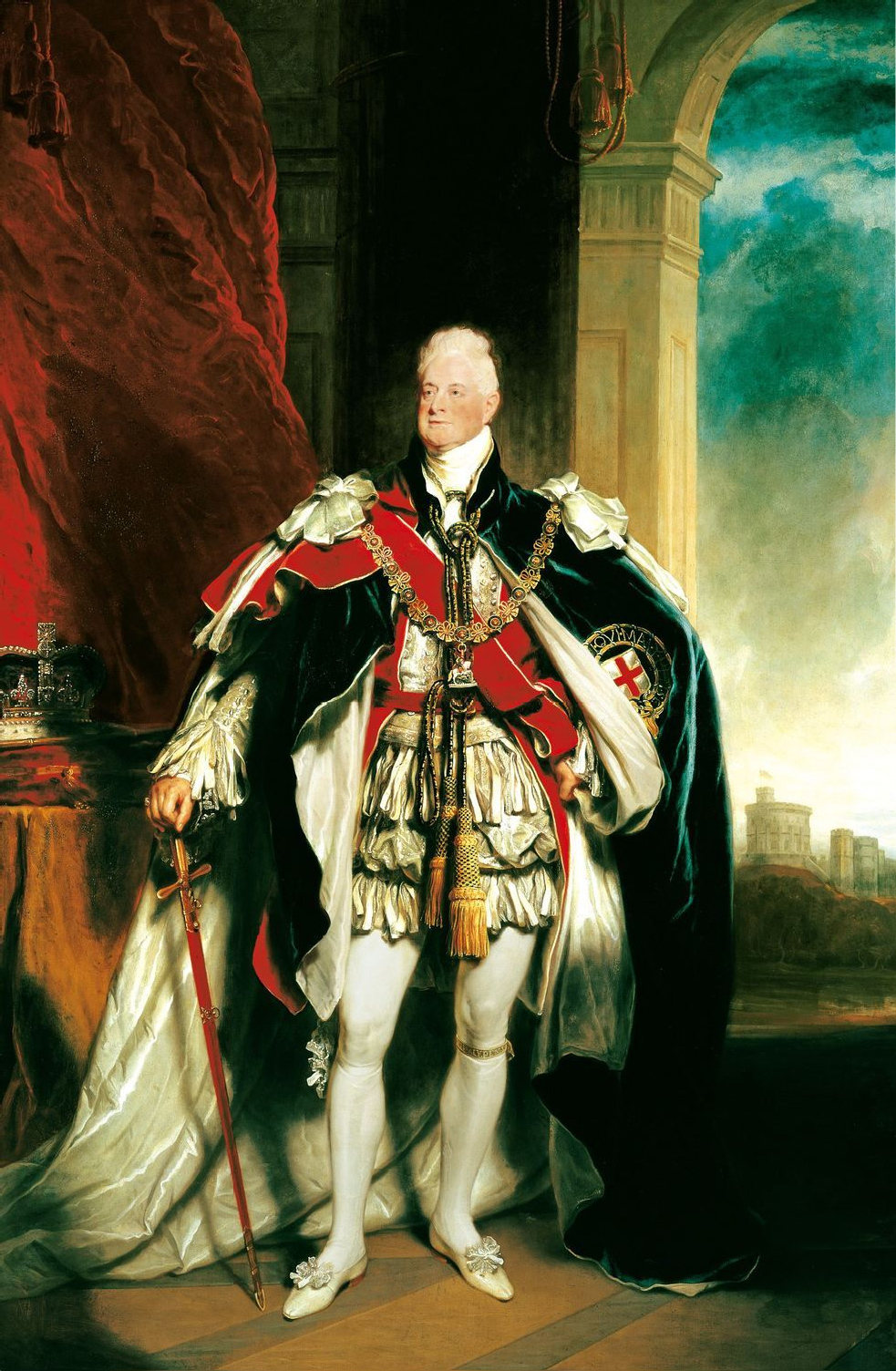
William IV được phong là "HRH Công tước xứ Clarence" vào năm 1789 cho đến khi ông được kế vị ngai vàng vào năm 1830

Công tước xứ Clarence và St Andrews (Tiếng Anh: Duke of Clarence and St Andrews) là tước hiệu được trao cho một vương tử của Vương thất Anh. Tước vị này thuộc về Đẳng cấp quý tộc Đại Anh.
Trước đó, đã có một số lần tạo ra tước vị Công tước xứ Clarence (và sau đó là Công tước xứ Clarence và Avondale), lần duy nhất Nhà vùa Anh tạo ra tước vị Công tước xứ Clarence và St Andrews là vào năm 1789, dành trao cho Vương tử William, con trai thứ ba của Vua George III. Khi William kế vị anh trai mình lên ngôi vào năm 1830, tước vị này được hợp nhất với vương miện.

## Công tước xứ Clarence và St Andrews (1789)
Vương tử William, Công tước thứ nhất xứ Clarence và St Andrews (1765–1837), con trai thứ ba của George III, tiếp nhận ngai vàng Vương quốc Anh vào năm 1830 với vương hiệu "William IV". Tất cả các tước hiệu của ông ấy đều hợp nhất vào vương miện, và ông không để lại bất kỳ một người con hợp pháp nào, dù đã có hơn 10 người con ngoài giá thú với người tình của mình.

## Phả hệ
Bản mẫu:Dukes of Clarence family tree